# Giovanni Battista (pittore)
Giovanni Battista (Avellino, 7 aprile 1858 – Napoli, 18 gennaio 1925) è stato un pittore italiano.

## Biografia
Giovanni Battista nacque ad Avellino il 7 aprile 1858, da Carmine e Costantina Tozza Pellecchia in una numerosa ed umile famiglia contadina originaria di Atripalda. La Famiglia abitava nella zona di “Contrada Vasto” (attuale Via Carducci). Fin da bambino si appassionò al disegno e all'arte.
Apprese i primi rudimenti della pittura presso lo studio avellinese del rinomato artista Cesare Uva (1824-1886), lontano parente, che lo indirizzò verso i canoni del vedutismo romantico di stile posillipista .
Cesare Uva lo spronò a recarsi a Napoli per continuare gli studi presso il Real Istituto di Belle Arti, che frequentò con regolarità e con profitto, conseguendo la Licenza in Belle Arti.
Al Real Istituto di Belle Arti di Napoli seguì gli insegnamenti di Stanislao Lista (1824-1908) ; anche se fu molto attratto dalle tematiche espressive e compositive della Scuola di Posillipo.
Nel 1877 conobbe il grande artista Eduardo Dalbono (1841-1915)  che esponeva alla “Promotrice Salvator Rosa”, dal quale rimarrà influenzato nella produzione artistica.
Esordì nel 1879 alla 15ª mostra della Società Promotrice di Belle Arti "Salvator Rosa" di Napoli con il dipinto ad olio Casa Contadina e con Cesare Uva aprì una bottega in Via Riviera di Chiaia , al civico 266. Successivamente partecipò alle esposizioni più prestigiose della sua epoca.
Nel 1896 si sposò con Lucia Corrado, ma dopo poco tempo rimase vedovo.
Viaggiò molto in Italia, visitando particolarmente il Lazio, il Veneto, la Liguria, la Lombardia, la Toscana, l'Emilia e la Sicilia . 
All'estero visitò Parigi, in Francia, nel 1900 e nello stesso anno andò in Egitto. 
Nel 1908 si sposò con Teresa Romano, dai due matrimoni non ebbe figli. 
Prese casa a Napoli, dopo il 1908, in una traversa fra via Chiatamone e via Partenope, ove ha vissuto fino alla morte .
Si spense a Napoli, sua città adottiva, il 18 gennaio 1925 .
Nella storia dell'arte dell'Irpinia dell'800, con Achille Carrillo, Cesare Uva, Angelo Volpe e  Vincenzo Volpe, è l'artista di maggiore rilevanza.
Una strada del Comune di Avellino è dedicata al maestro dell'Ottocento Giovanni Battista.

## Esposizioni
Ecco l’elenco completo delle mostre collettive alle quali partecipò in vita Giovanni Battista.:

1879 XV Promotrice di Belle Arti “Salvator Rosa” di Napoli
•	Casa Contadina, olio su tela.

1880 XVI Promotrice di Belle Arti “Salvator Rosa” di Napoli
•	Piazza centrale di Avellino, olio su tela (56,1 x 76,7 cm, Museo Provinciale Irpino di Avellino).

1882 XVIII Promotrice di Belle Arti “Salvator Rosa” di Napoli
•	Alla fontana della Porta dei Santi a Mercogliano, olio su tela.
•	Salita del molino a Mercogliano, olio su tela.

1883 XIX Promotrice di Belle Arti “Salvator Rosa” di Napoli
•	Nno Buò fa pace?, tempera su cartoncino.

1883 Esposizione Internazionale di Belle Arti di Roma
•	Il paesaggio al fiume, olio su tela.
•	Interno rustico, olio su tela.

1884 XX Promotrice di Belle Arti “Salvator Rosa” di Napoli
•	Il Tevere a Roma, olio su tela.
•	2 novembre 1884 dì dei morti a Casamicciola, olio su tela (95 x 156 cm, Museo Provinciale Irpino di Avellino).

1885 XXI Promotrice di Belle Arti “Salvator Rosa” di Napoli
•	Venezia Canal Grande, olio su tela, 26 x 39 cm.
•	La mia cucina, olio su tela, 23 x 39 cm.
•	Nella mia stalla, olio su tela.

1888 XXIV Promotrice di Belle Arti “Salvator Rosa” di Napoli
•	Foresta, olio su tela.

1888 Esposizione annuale della Società di Belle Arti di Firenze
•	Campagna romana, olio su tela.
•	Lago del Serino, olio su tela.

1888 Esposizione Nazionale di Belle Arti di Bologna
•	Lago del Serino, olio su tela.
•	Campagna romana, olio su tela.

1891  XXVII Promotrice di Belle Arti “Salvator Rosa” di Napoli
•	Lago del Serino, olio su tela.

## Opere nei musei
- Museo Civico di Avellino: con la tecnica mista Il ponte.
- Museo d'arte MdAO  di Avellino: con il dipinto ad olio: Tarantella a Posillipo (1892); e le tecniche miste: Concerto su gondola al tramonto a Venezia (1885), opera realizzata con Cesare Uva, e Pescatori sullo scoglio delle sirene a Capri (1886).
- Pinacoteca Provinciale Irpina di Avellinoː con i dipinti ad olio: Piazza Centrale di Avellino (1879) e 2 novembre 1884 dì dei morti a Casamicciola (1884).

### Altre opere
- Collezione d'arte dell'Archivio dei pittori irpini del Diciannovesimo secolo [Comitato per la tutela dell'opera di Giovanni Battista] di Avellino: Capri da Massalubrense (1882), Capri da Punta Campanella (1884), Pescatori a Sorrento (1892), Castel dell'Ovo (1896), Marina campana (1916), Scala fenicia a Capri (1919), Alba a Capri con faraglioni (1920), Paesaggio costiero con sentiero (1921), Castel dell'Ovo (1923) e Riviera di Chiaia e Castel dell'Ovo (1925).